# Сен-Пьер и Микелон
Сен-Пьер и Микело́н (фр. Saint-Pierre et Miquelon) — заморское сообщество Франции, расположенное на небольших островах в Атлантическом океане, в 20 км к югу от канадского острова Ньюфаундленд в проливе Кабота. Единственная территория, оставшаяся у Франции от бывшей колонии Новая Франция.
Население — 7084 человек, согласно переписи 2023 года.
Крупнейший остров — Микелон (216 км², 624 чел.), а основная часть населения (около 90 %) живёт на втором по величине острове — Сен-Пьер (26 км², 5456 чел.), причём почти все — в одноимённом городе, административном и хозяйственном центре территории.

## География

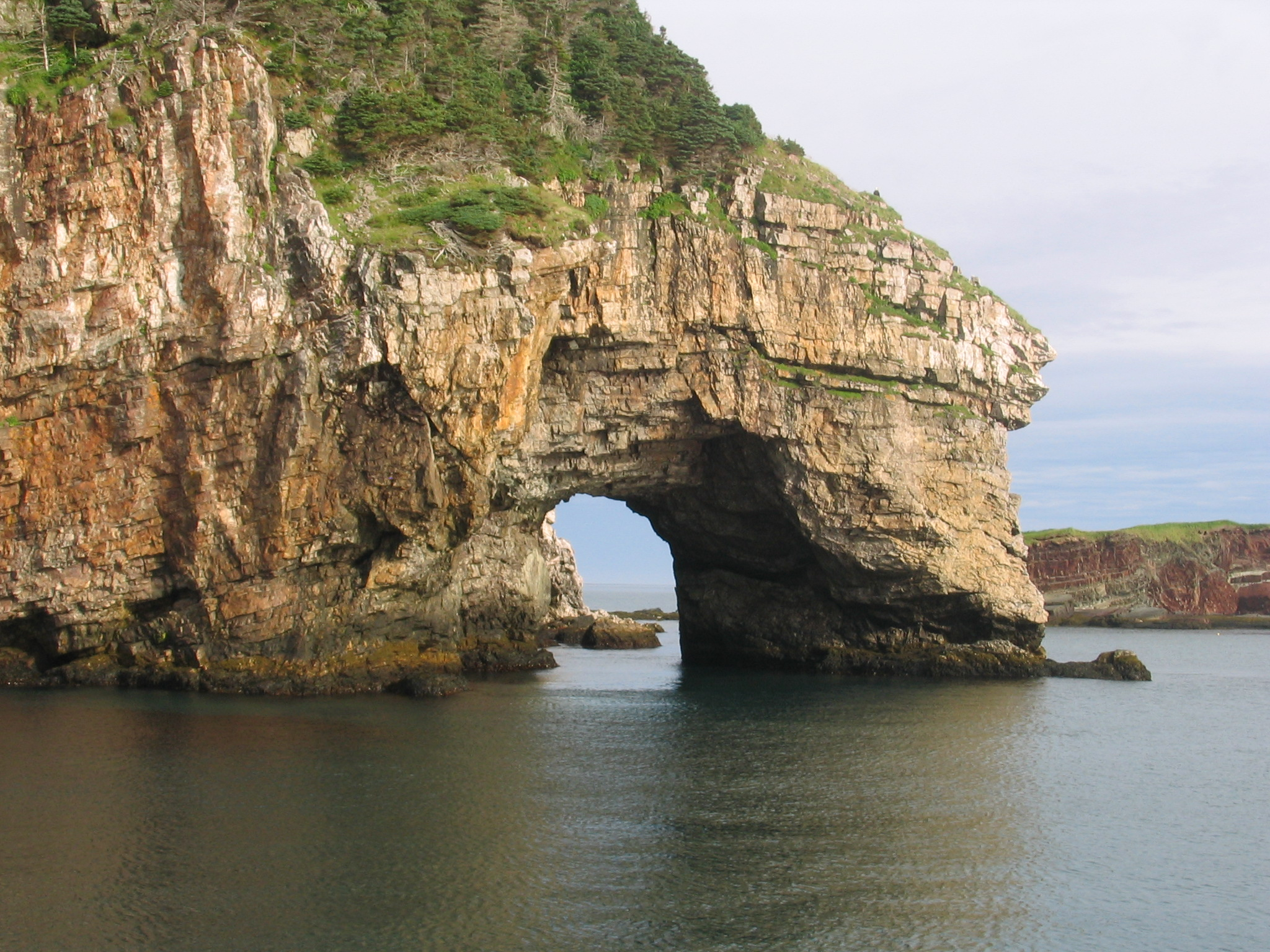
Прибрежные скалы острова Микелон

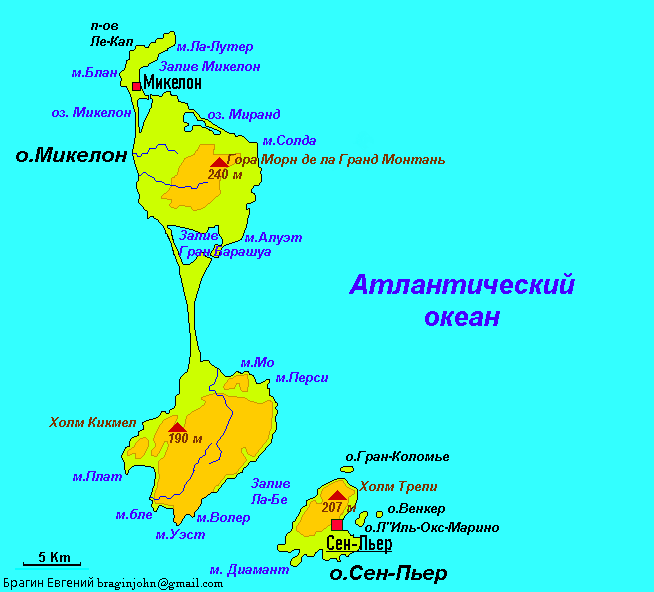
Физическая карта Сен-Пьер и Микелон (Saint-Pierre and Miquelon)

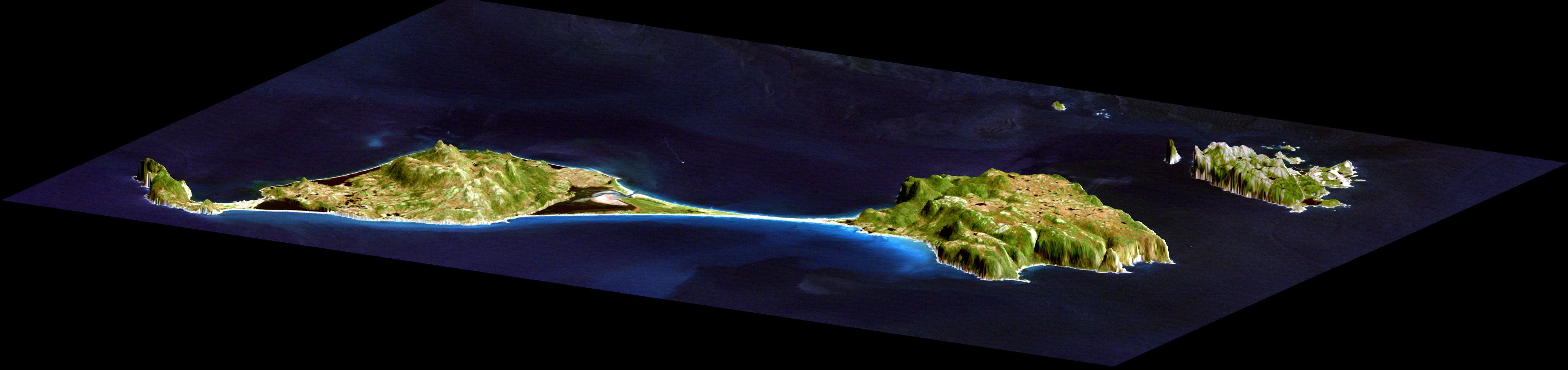
Сен-Пьер и Микелон (вид с запада)

Архипелаг состоит из Сен-Пьера (26 км2), Микелона (110 км2) и Ланглад (91 км2) и других более мелких островов (15км2).
Остров Микелон делится на 3 крупных части — Ле-Кап на севере острова, Гран-Микелон (Большой Микелон) и Ланглад (или Малый Микелон, Пети-Микелон) на юге острова, соединённых узкими косами с песчаными дюнами (томболо), местами образуя небольшие лагуны.
Острова Сен-Пьер и Микелон сложены древними породами, кроме того, есть отложения ледникового периода.
Берега сильно изрезаны, обрывисты и труднодоступны. Внутренние районы островов холмисты. Высшая точка — 240 м — на острове Микелон (Морн де ла Гранд Монтань). Множество ручьёв и мелких рек.

### Климат
Климат северного типа (прохладный), смягчённый влиянием океана.
Среднегодовая температура составляет +5,6 °C, а влажность превышает 80 %. Перепад температур от −6 °C до +3 °C зимой и от +7 °С до +19 °С летом. В среднем бывает 120 морозных дней в году. За год выпадает свыше 1300 мм осадков. Облачная погода с осадками и сильным ветром характерна для большей части года. Примерно 100 дней в году держится туман.
Особенности рельефа (многочисленные выходы на поверхность кристаллических пород, обрывистые склоны холмов, обилие валунов, значительные площади дюн и болот) и климата затрудняют произрастание древесной растительности.

### Растительность
Леса растут в долинах, на пологих склонах холмов, а также на защищённых от ветра участках. Они состоят в основном из ели, при этом на наветренных склонах холмов распространены заросли карликовой ели. Из лиственных пород встречается лишь берёза. Другой тип растительности архипелага — заболоченные луга и сфагновые болота (торфяники). Они очень сходны с растительностью тундры.
Со времени заселения островов (с XVII века) площадь лесов сильно сократилась из-за заготовки древесины на дрова. Естественное лесовозобновление в условиях весьма сурового климата происходит крайне медленно, и в результате ныне остров Сен-Пьер и северная часть Микелона практически лишены всякой древесной растительности.

### Экологическая ситуация
На свалке Сен-Пьер возле маяка Галантри содержится около 6 000 тонн несортированных отходов.
С момента введения в действие системы сортировки в 2016 году количество бытовых отходов, сбрасываемых на свалки, уменьшилось с 1500 тонн в 2016 году до 450 тонн в 2022 году.

## История

Полуофициальный флаг, созданный на основе герба. Вывешивается в том числе на зданиях органов власти

Французская экспедиция под руководством Жака Картье открыла острова Сен-Пьер и Микелон в 1536 году.
Первое постоянное поселение было основано французами в 1604 году, выходцами из Нормандии и Бретани.
До 1713 года острова входили в состав Акадии — французской колонии в Северной Америке, занимавшей территорию нынешних атлантических провинций Канады. По условиям Утрехтского мира (1713) Франция утратила владения по берегам залива Святого Лаврентия и остров Ньюфаундленд, которые отошли к Англии.
С 1763 по 1778 годы сюда бежало множество переселенцев из Акадии, в 1778 году острова были захвачены британцами, а всё их население выслано за французскую поддержку американской революции. Окончательно острова вернулись под юрисдикцию Франции лишь в 1816 году и с тех пор остаются последним фрагментом некогда обширных французских владений в Северной Америке.
В ходе Второй мировой войны до конца декабря 1941 года острова находились под властью правительства Виши. 25 декабря 1941 года на островах высадился десант Свободной Франции, и после проведённого плебисцита колония перешла под контроль движения де Голля.
С 1946 года острова получили статус заморской территории Франции, с 19 июля 1976 года — статус заморского департамента Франции, а с 11 июня 1985 года — современный статус заморского сообщества Франции.

## Население
Несмотря на то, что некоторые останки демонстрируют присутствие коренных американцев на архипелаге, маловероятно, что здесь были какие-либо реальные поселения, кроме рыболовных или охотничьих экспедиций. Первая настоящая оседлость датируется второй половиной XVII века и имеет французское происхождение. Традиционное поселение возникло в результате притока населения из французских портов, в основном из норманнов, басков, бретонцев из Сентонжа, Акадии и Ньюфаундленда.
| Динамика численности населения по результатам переписи и последним официальным оценкам | Динамика численности населения по результатам переписи и последним официальным оценкам | Динамика численности населения по результатам переписи и последним официальным оценкам | Динамика численности населения по результатам переписи и последним официальным оценкам | Динамика численности населения по результатам переписи и последним официальным оценкам | Динамика численности населения по результатам переписи и последним официальным оценкам | Динамика численности населения по результатам переписи и последним официальным оценкам | Динамика численности населения по результатам переписи и последним официальным оценкам | Динамика численности населения по результатам переписи и последним официальным оценкам | Динамика численности населения по результатам переписи и последним официальным оценкам |
| 1968                                                                                   | 1975                                                                                   | 1982                                                                                   | 1990                                                                                   | 1999                                                                                   | 2006                                                                                   | 2007                                                                                   | 2008                                                                                   | 2009                                                                                   | 2011                                                                                   |
| -------------------------------------------------------------------------------------- | -------------------------------------------------------------------------------------- | -------------------------------------------------------------------------------------- | -------------------------------------------------------------------------------------- | -------------------------------------------------------------------------------------- | -------------------------------------------------------------------------------------- | -------------------------------------------------------------------------------------- | -------------------------------------------------------------------------------------- | -------------------------------------------------------------------------------------- | -------------------------------------------------------------------------------------- |
| 5186                                                                                   | ↗5840                                                                                  | ↗6041                                                                                  | ↗6277                                                                                  | ↗6316                                                                                  | ↘6125                                                                                  | ↘6099                                                                                  | ↘6072                                                                                  | ↗6082                                                                                  | ↘6080                                                                                  |
| 2012                                                                                   | 2013                                                                                   | 2014                                                                                   | 2015                                                                                   | 2016                                                                                   | 2017                                                                                   | 2018                                                                                   | 2019                                                                                   |                                                                                        |                                                                                        |
| ↘6069                                                                                  | ↘6057                                                                                  | ↘6034                                                                                  | ↘6021                                                                                  | ↘6008                                                                                  | ↘5997                                                                                  | ↘5985                                                                                  | ↘5974                                                                                  |                                                                                        |                                                                                        |

| Население 2 коммун Сен-Пьер и Микелон согласно результатам переписи и последним официальным оценкам | Население 2 коммун Сен-Пьер и Микелон согласно результатам переписи и последним официальным оценкам | Население 2 коммун Сен-Пьер и Микелон согласно результатам переписи и последним официальным оценкам | Население 2 коммун Сен-Пьер и Микелон согласно результатам переписи и последним официальным оценкам | Население 2 коммун Сен-Пьер и Микелон согласно результатам переписи и последним официальным оценкам | Население 2 коммун Сен-Пьер и Микелон согласно результатам переписи и последним официальным оценкам | Население 2 коммун Сен-Пьер и Микелон согласно результатам переписи и последним официальным оценкам | Население 2 коммун Сен-Пьер и Микелон согласно результатам переписи и последним официальным оценкам | Население 2 коммун Сен-Пьер и Микелон согласно результатам переписи и последним официальным оценкам | Население 2 коммун Сен-Пьер и Микелон согласно результатам переписи и последним официальным оценкам | Население 2 коммун Сен-Пьер и Микелон согласно результатам переписи и последним официальным оценкам |
| Коммуны                                                                                             | 1982                                                                                                | 1990                                                                                                | 1999                                                                                                | 2006                                                                                                | 2009                                                                                                | 2011                                                                                                | 2013                                                                                                | 2015                                                                                                | 2016                                                                                                | 2019                                                                                                |
| --------------------------------------------------------------------------------------------------- | --------------------------------------------------------------------------------------------------- | --------------------------------------------------------------------------------------------------- | --------------------------------------------------------------------------------------------------- | --------------------------------------------------------------------------------------------------- | --------------------------------------------------------------------------------------------------- | --------------------------------------------------------------------------------------------------- | --------------------------------------------------------------------------------------------------- | --------------------------------------------------------------------------------------------------- | --------------------------------------------------------------------------------------------------- | --------------------------------------------------------------------------------------------------- |
| Микелон-Ланглад                                                                                     | 626                                                                                                 | ↗697                                                                                                | ↗698                                                                                                | ↘616                                                                                                | ↘604                                                                                                | ↗624                                                                                                | ↗627                                                                                                | ↘606                                                                                                | ↘596                                                                                                | ↘580                                                                                                |
| Сен-Пьер                                                                                            | 5 415                                                                                               | ↗5 580                                                                                              | ↗5 618                                                                                              | ↘5 509                                                                                              | ↘5 478                                                                                              | ↘5 456                                                                                              | ↘5 430                                                                                              | ↘5 415                                                                                              | ↘5 412                                                                                              | ↘5 394                                                                                              |

## Управление
Департаментом Сен-Пьер и Микелон управляет префект, назначаемый президентом Франции.
Орган местного самоуправления — Муниципальный совет.
На архипелаге муниципальный совет состоит из 29 человек в Сен-Пьере и 15 в Микелоне. Он должен собираться не реже одного раза в квартал. Мэр избирается от местных органов власти, но также является представителем государства на определённых должностях.
Население Сен-Пьер и Микелона избирает одного сенатора Франции и одного депутата Национального собрания Франции.

## Валюта
В 1948 году для Сен-Пьер и Микелона были отчеканены монеты достоинством в 1 и 2 франка Сен-Пьера и Микелона. Имели хождение на островах до 1972 года, когда были заменены собственно французскими денежными знаками. С 2002 года используется евро, принимаются также расчёты и в канадских долларах от туристов.

## Экономика

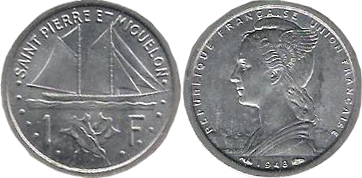
1 франк Сен-Пьер и Микелон

Границы 1992 года ИЭЗ арбитражное решение между Канадой и Францией после продления Канадой ИЭЗ 1996 г.

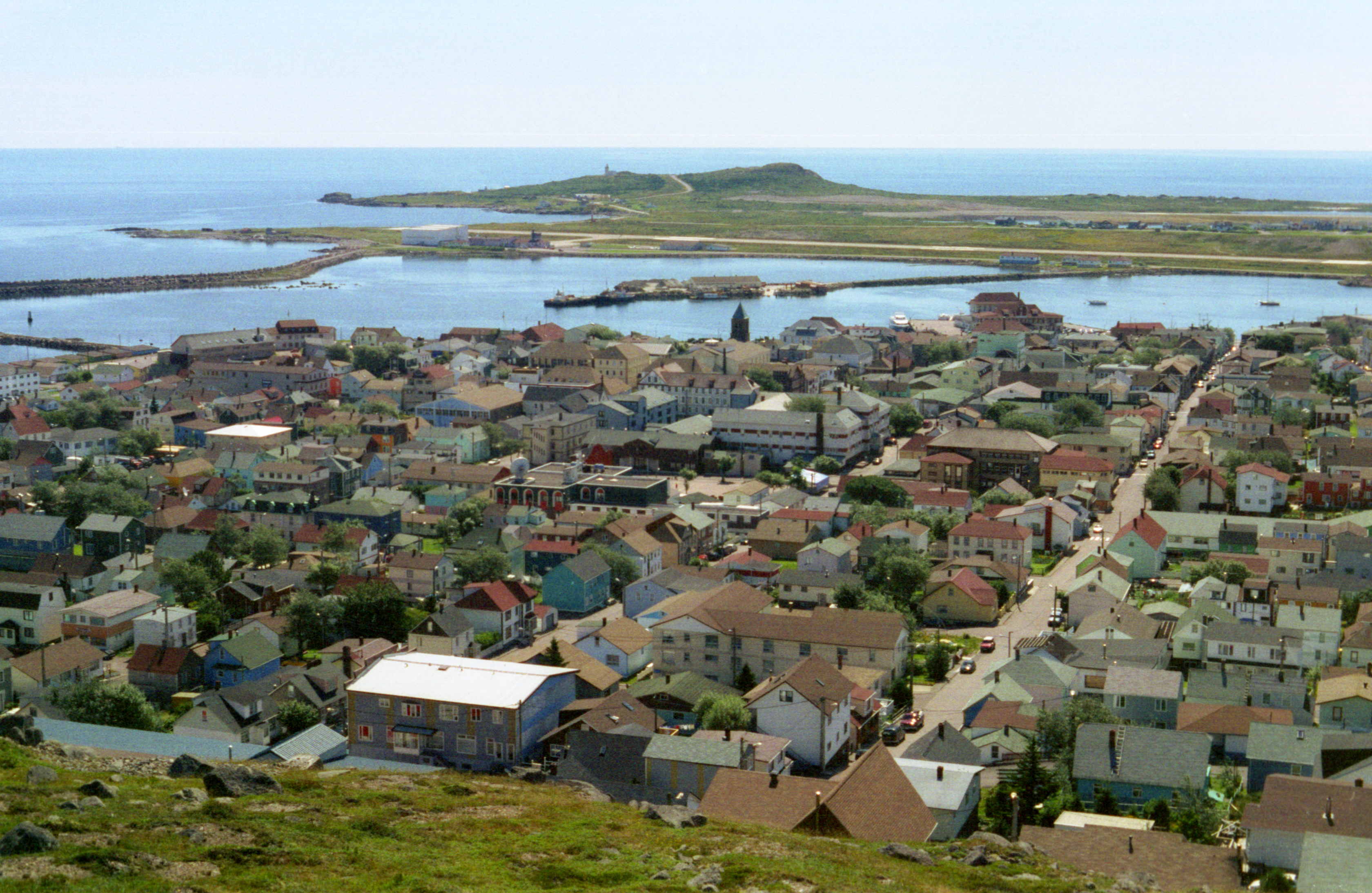
Вид на город Сен-Пьер и одноимённую бухту.

### Промышленность
Основой хозяйственной деятельности являются рыболовство и переработка рыбы. Лов рыбы, в основном трески, ведётся мелкими судами в прибрежных водах. Рыба и продукты из рыбы (в том числе корм для животных) в небольших количествах идёт на экспорт.

### Инфляция
По данным INSEE, стоимость жизни на архипелаге выросла на 9,32 % в период с июня 2021 года по июнь 2022 года. В Сен-Пьере этот показатель составляет 5,80 %. Топливо подорожало на 72 % за год, продовольствие подорожало на 6 %.

### Торговля
В торговле заняты 15 % экономически активного населения. Большая часть импорта поступает из Северной Америки. Все импортируемые (в том числе с территории Франции) товары облагаются налогами и сборами, которые поступают в местный бюджет.

### Исключительная экономическая зона
В 1992 году у Франции произошёл пограничный спор с Канадой по вопросу прохождения исключительной экономической зоны вокруг островов Сен-Пьер и Микелон. К его разрешению был подключен Международный арбитражный суд. Согласно решению, Франция сохранила 12-мильную зону территориальных вод вокруг островов, вдобавок к ним ещё 12 миль морской акватории по всем направлениям и коридор шириной в 10,5 морских миль (19,4 км), протягивающийся на 188 морских миль (348 км) на юг от островов. Коридор нужен для выхода владения Франции к нейтральным водам. Общая площадь акватории, входящей в исключительную экономическую зону Сен-Пьера и Микелона, составила только 18 % от оспариваемого Францией пространства.

### Сельское хозяйство
Сельское хозяйство не развито из-за низкого плодородия почв и неблагоприятного климата — большой влажности, недостатка солнечного тепла и света. Местное население для собственного потребления выращивает в небольшом количестве овощи, также в небольших масштабах разводятся куры, овцы и свиньи. С 1990-х годов в теплицах выращиваются некоторые культуры, в основном салат и клубника. Значительная часть продовольствия, а также промышленные товары и топливо импортируются.

### Строительство
В строительном секторе работает порядка 5 % экономически активного населения.

### Телекоммуникация
Локальный провайдер SPM Telecom предоставляет доступ в интернет, услуги фиксированной и мобильной телефонии, а также кабельное телевидение. Существует телеканал Saint-Pierre-et-Miquelon La Première
Вещают несколько радиостанций.

### Туризм
Туризм не слишком активный для островов, потому что цены чрезвычайно высоки. В 2022 году доля туристов из Канады составила 60 %, из США — 20 %.

### Нефтегазовая промышленность
Потенциально существуют шельфовые месторождения нефти и газа, как в соседних Новой Шотландии и Ньюфаундленде.

## Факты

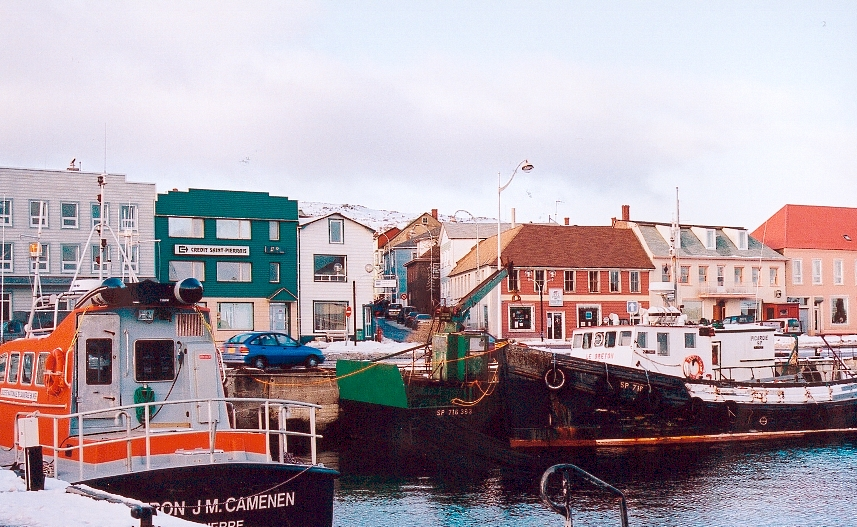
Порт Сен-Пьера

Сен-Пьер и Микелон является старейшей французской территорией за пределами самой Франции.
Первоначальное название Сен-Пьера и Микелона, данное островам португальцами, — острова Одиннадцати тысяч непорочных дев (в память о святой Урсуле и её последовательницах).
До 1976 года острова выпускали свои собственные почтовые марки. В 1986 году выпуск почтовых марок возобновился.
На острове Сен-Пьер происходит действие франко-канадского кинофильма «Вдова с острова Сен-Пьер» (2000) и канадского криминального сериала «Сен-Пьер» (2025).
Сен-Пьер и Микелон имеет код 666 в соответствии со стандартом ISO 3166-1 numeric.

## Известный уроженец
- Кан, Денис (англ. Denis Kang, родился в 1977 году) — профессиональный боец смешанного стиля.